# Селеновый выпрямитель

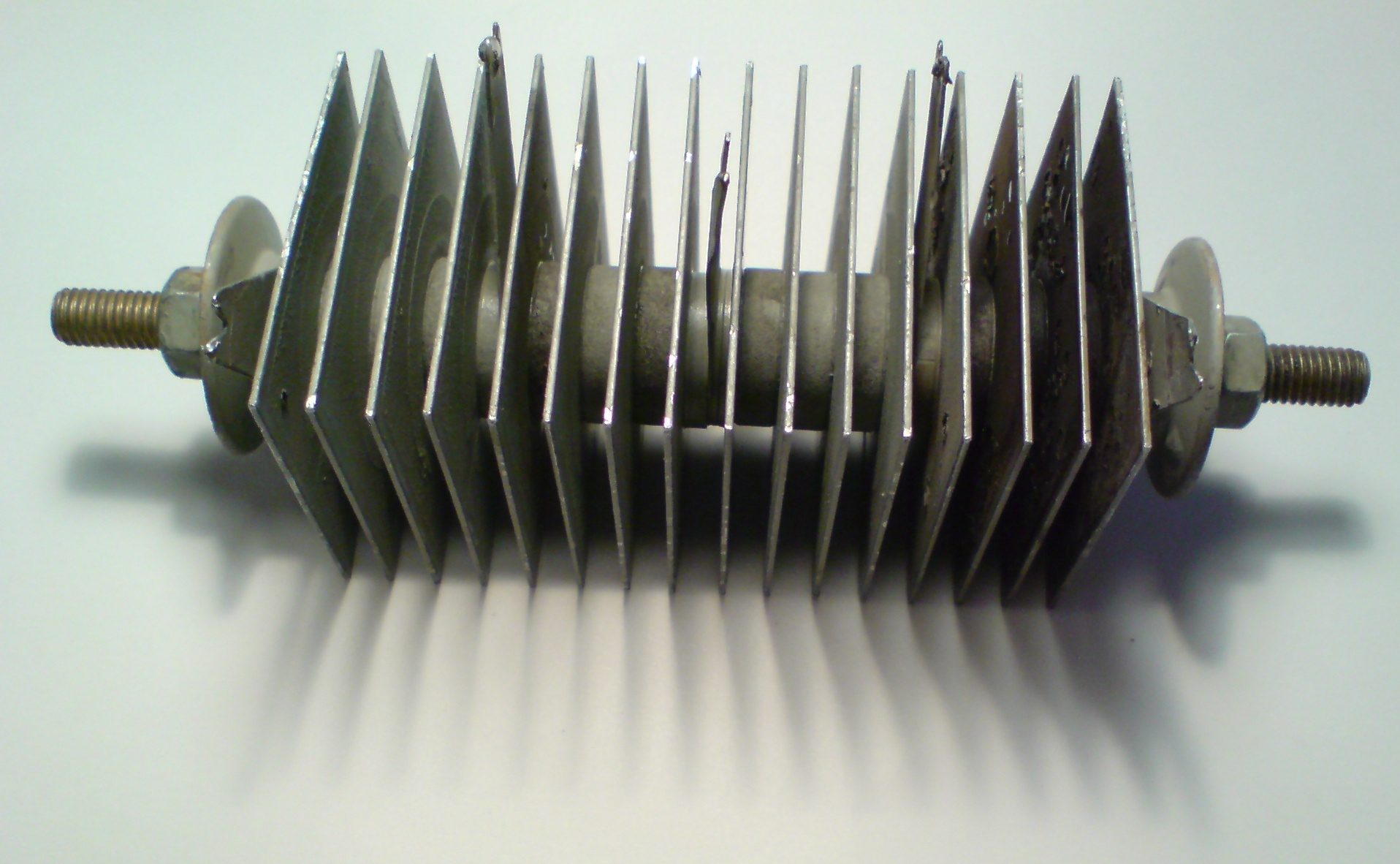
Селеновый выпрямительный мост

Селе́новый выпрями́тель (селеновый вентиль) — полупроводниковый диод на основе элементарного селена.
Преимуществом селеновых выпрямителей является их способность выдерживать кратковременные перегрузки и быстро восстанавливать свои свойства после пробоя (так называемое «самозалечивание»).

## Устройство

Структура пластины селенового выпрямителя

Селеновый выпрямитель состоит из алюминиевой или стальной пластины, покрытой с одной стороны слоем поликристаллического селена толщиной 50—60 мкм, являющимся одним из электродов с дырочной (p-тип) проводимостью. Для создания второго электрода на поверхность селена наносится сплав из олова, кадмия и висмута. При вступлении в химическую реакцию за счёт встречной диффузии селена и кадмия образуется тонкий слой селенида кадмия с электронной (n-тип) проводимостью. На границе раздела между селеном и селенидом кадмия образуется p-n-переход.
Для улучшения электрических свойств пластины селеновых выпрямителей подвергают электрической формовке путём длительного приложения постоянного напряжения в обратном направлении.
Пластины селеновых выпрямителей изготавливаются круглой и прямоугольной формы с центральным отверстием для сборки на шпильках в столбы или без него.

## Параметры

Вольт-амперные характеристики селенового выпрямителя при разной температуре в пересчёте на 1 см^{2} площади пластины

По многим параметрам и свойствам селеновые выпрямители уступают кремниевым и германиевым диодам. Однако они намного превосходят их в радиационной стойкости и обладают уникальной особенностью самовосстановления: при пробое в месте пробоя слой селена выгорает и при этом не образуется короткого замыкания. Также селеновые выпрямители способны переносить без разрушения многократную кратковременную перегрузку по току.
- Максимальная допустимая плотность тока в прямом направлении не превышает для селеновых выпрямителей 100—200[2] мА/см². Для выпрямления больших токов применяется простое параллельное соединение пластин, допустимо параллельное соединение пластин  без применения последовательно включённых  токоуравнивающих резисторов.
- Допустимое обратное напряжение составляет 20—40 В, при обратном напряжении свыше 60—80 В происходит пробой. Для выпрямление более высоких напряжений отдельные пластины соединяют последовательно в столбы. В отличие от германиевых диодов и многих кремниевых диодов  подключение параллельно соединённых выравнивающих напряжение резисторов не требуется. Для выпрямления более высокого напряжения селеновые выпрямительные пластины собирают в последовательно соединённые столбы. Например, выпрямитель 15ГЕ1440У-С состоит из 1440 селеновых пластин собранных в одном корпусе и может работать при обраьном напряжении до 40 кВ.
- Максимальная рабочая температура селеновых выпрямителей находится в пределах от 75 до 125 °C.
- Максимальное прямое падение напряжения на одной селеновой выпрямительной пластине составляет 0,45—0,75 В.

Площадь пластин выпускаемых промышленностью выпрямителей составляет 0,1—400 см². Параллельное соединение пластин позволяет получить выпрямленный ток до 500 А (например, выпрямитель 140ГЖ24ЯУ).

## Особенности

Зависимость удельной ёмкости селенового выпрямителя от приложенного напряжения

Для селеновых выпрямителей характерна высокая барьерная ёмкость, что ограничивает их применение для выпрямления напряжения повышенной частоты.
Электрические параметры селеновых выпрямителей изменяются со временем. Длительное хранение приводит к увеличению обратного тока (расформовка). Этот процесс обратим — после подачи на выпрямитель обратного или переменного напряжения обратный ток снижается и принимает первоначальное значение в течение 2—3 минут.
Селеновые выпрямители подвержены необратимому возрастанию величины обратного тока, называемому старением. При хранении этот процесс проявляется незначительно, но ускоряется при эксплуатации. Интенсивность его возрастает при увеличении температуры, что определяет предельное значение максимальной рабочей температуры.